# Françoise Pétrovitch
Françoise Pétrovitch est une artiste plasticienne française née en 1964 à Chambéry. Elle travaille le dessin et la peinture, ainsi que la céramique et la vidéo.

## Parcours artistique
Françoise Pétrovitch élabore un univers de personnages, d’enfants et adolescents, travaillés au lavis et à la peinture à l’huile. Il s’agit pour elle d’évoquer l’intimité, quel que soit le format du dessin ou de la peinture : 

« Un grand format peut être plus intime encore qu’un petit dessin. »

Certaines peintures sont réalisées dans un format immersif et nous plongent dans le corps de ces personnages rêvés. En 2016, l’artiste peint deux grands formats de 240 x 300 cm représentant un jeune homme et une jeune femme (Sans titre, 2016) assis l’air rêveur et boudeur. Elle réalise également depuis quelques années des Wall Drawing au pinceau à la peinture rouge directement sur le mur.

« Si son art est tributaire de son époque, c’est-à-dire qu’il tient compte des conditions de sa reproductibilité mécanisée, son horizon demeure celui de la peinture - et d’une peinture qui, si elle se joue des frontières conventionnelles, outrepasse aussi les catégories temporelles. »

— François Michaud
Un bestiaire est aussi très présent et revient régulièrement dans son œuvre, ces animaux réalisés en céramiques, n’ont parfois que des têtes (Faon, 2004 ; Cerf, 2004), et lorsqu’ils ont un corps, ils sont représentés assis comme la série Lapin témoin (2013, 2015), ou la Sentinelle (2015), ils sont aussi quelquefois représentés à moitié (Demi-mammouth, 2014). Ces animaux humanisés tout droit sortis d’un conte semblent bienveillants. L’oiseau est un motif récurrent, il est représenté en terre lové au cœur d’une main ou simplement couché sur le dos. En dessin dans la série Étendus, Françoise Pétrovitch représente des personnages et des oiseaux dans la posture du sommeil dans une situation entre deux mondes.
Françoise Pétrovitch livre un monde qui est familier sans en formuler de commentaire, le caractère « entre-deux » traverse son œuvre, il s’agit de montrer sans nous livrer l’histoire dans son ensemble : « Dans l’assemblée de garçons et de filles qui habitent ses peintures récentes, une forme d’Arcadie ambiguë se dessine, un monde à la lisière du vivant et du conscient, toujours guetté par une déviance subtile. »
L'artiste est attachée au livre et a réalisé plusieurs livres d’artistes, dont Ne bouge pas poupée avec Hervé Plumet et Radio-Pétrovitch. Elle a aussi réalisé des ouvrages pour enfants comme Tu t’appelles qui ? ou l'album de coloriage Color Me.
En 2008, une exposition lui est consacrée au musée d'art moderne et contemporain de Saint-Étienne, et elle investit en 2011 le musée de la chasse et de la nature à Paris. En 2014, le musée des beaux-arts de Chambéry lui a consacré une exposition personnelle, et en 2015, le LAAC de Dunkerque l'a invitée à exposer en regard des collections du musée et du Frac Nord-Pas-de-Calais.
En 2013, dans le cadre d'une commande publique, elle a réalisé pour la Chalcographie du Louvre une gravure à l'eau-forte et à l'aquatinte intitulée Garçon à la bouée.
En 2016, plusieurs expositions monographiques lui sont consacrées au Frac PACA, au château de Tarascon et à l’Espace pour l’Art à Arles. En 2015, elle représente la France dans l'exposition « Organic Matters Women to watch » au National Museum of Women in the Arts de Washington. Ses œuvres figurent parmi les collections du MNAM-Centre Pompidou, du MAC/VAL, du musée d'art moderne de Saint-Étienne, du National Museum of Women in the Arts de Washington, du Musée Leepa-Rattner à Tarpon Springs, des Frac Haute-Normandie et Alsace.
Françoise Pétrovitch enseigne à l’école Estienne à Paris.
Son travail est présent dans des collections publiques (Fonds national d'art contemporain, National Museum of Women in the Arts de Washington…) et privées (Fondation Salomon, Fondation Guerlain…).
Elle est représentée par la galerie Semiose à Paris.

### Prix
- 1995 : lauréate du prix Château Haut-Gléon
- 2011 : prix MAIF pour la sculpture
- 2021 : lauréate du 14e prix de dessin de la Fondation d'art contemporain Daniel et Florence Guerlain[7]

## Expositions

### Expositions personnelles
- 1997 : Le Temps perdu ne se rattrape jamais, Galerie Polaris, Paris
- 1998 : Verbe aimer – Verbe rompre, Galerie Polaris, Paris 1997
- 1999 : Broderies, The Living Art Museum, Reykjavik
- 2000 : La belle et la jolie, avec Julie Ganzin, Artothèque, Caen
- 2002 : Le hasard, antichambre du destin, Artothèque, Annecy
- 2002 : Dans le champ du paresseux, on ne trouve que des ronces, Artothèque, Hennebont
- 2003 : Côté réservé à la correspondance, Palais de l'Isle, Annecy
- 2003 : Supporters, Centre d’art contemporain Camille Lambert, Juvisy-sur-Orge
- 2003 : Greffes, Galerie RX, Paris
- 2004 : Galleria Sogospatty, Rome
- 2005 : Tenir debout, FRAC Alsace, Sélestat / Le Granit, Belfort
- 2005 : J’ai travaillé mon comptant, Artothèque, Vitré ; Musée de la mine, La Machine ; Musée de France d'Opale Sud, Berck-sur-Mer ; Orangerie, Cachan ; Artothèque, Caen
- 2006 : Se laisser pousser les animaux, tranquille, Maison des arts, Malakoff
- 2006 : Fondation Caisse d’épargne, Toulouse
- 2007 : Les photos de vacances des autres n’intéressent personne, Centre d'art contemporain du parc Saint-Léger, Pougues-les-Eaux
- 2007 : Villa Tamaris, La Seyne-sur-Mer
- 2008 : Dessins, céramiques et livres d’artistes, musée Alfred-Canel, Pont-Audemer
- 2008 : Ne Bouge pas Poupée, Galerie RX, Paris
- 2008 : Galerie Teo, Céline Omotosendo, Tokyo
- 2008 : Musée d'art moderne et contemporain de Saint-Étienne
- 2009 : Une étrange familiarité, Chapelle de la Visitation - Espace d'art contemporain, Thonon-les-Bains
- 2009 : La vie en rose, Espace Art Contemporain, La Rochelle
- 2009 : Forget me not, Jardin de l’Hôtel Salomon de Rothschild, Paris
- 2010 : Erröten, Galerie Jordan Seydoux, Berlin
- 2011 : Centre d'art contemporain de Pontmain, Pontmain
- 2011 : Roses révérences, Galerie RX, Paris
- 2011 : Musée de la Chasse et de la Nature, Paris
- 2012 : French Institute Alliance Française, New York
- 2012 : Musée de l’abbaye, Saint-Claude
- 2013 : Semiose galerie, Paris
- 2013 : Échos, Institut culturel Bernard Magrez, Bordeaux
- 2013 : Laurentin Gallery, Bruxelles
- 2013 : Entrée Libre, Centre d’art La Chapelle Jeanne d’Arc, Thouars
- 2014 : Studiolo, Plateforme d’Artdu Muret, Muret
- 2014 : Après les jeux, Musée du dessin et de l'estampe originale de Gravelines
- 2014 : Étant donné un mur, Maison Salvan, Labège
- 2014 : Echos, Semiose galerie, Paris
- 2014 : Eine Schwalbe macht noch keinen Sommer, Galerie Jordan Seydoux, Berlin
- 2014 : Musée des beaux-arts de Chambéry
- 2015 : Bons baisers de vacances, Les Roches - Centre d'art contemporain, Le Chambon-sur-Lignon
- 2015 : Se fier aux apparences, LAAC, Dunkerque[8]
- 2015 : Rendez-vous, Galerie rue Visconti, Paris
- 2016 : Iles, Espace pour l’Art, Arles[9]
- 2016 : Verdures, Centre d'art René d'Anjou, Château de Tarascon[9]
- 2016 : S’absenter, Fonds régional d'art contemporain, Marseille[10],[9]
- 2016 : Ce que la mer entoure, Galerie du Faouëdic, Lorient
- 2017 : Centre d’art de Campredon, L’Isle-sur-la-Sorgue
- 2017 : Exposition personnelle, Semiose galerie, Paris
- 2018 : Nous sommes tous des loups, dans la forêt profonde de l’éternité, Galerie C, Neuchâtel
- 2018 : Je deviendrais un souvenir, Galerie Kamila Regent, Saignon
- 2018 : À Feu, Centre de la Céramique, La Louvière
- 2018 : À vif, Centre de la Gravure et de l’Image imprimée, La Louvière
- 2018 : Pavillon de verre, Louvre Lens, Lens
- 2019 : Passer à travers, Musée national d'art moderne, Centre Georges Pompidou, Galerie des enfants, Paris (FR)
- 2020 : Passing Through, Centre Pompidou x West Bund Museum Project, Shanghai (CN)
- 2020 : Françoise Pétrovitch, Habiter la villa, Villa Savoye, Poissy (FR)
- 2021 : Françoise Pétrovitch, Fonds Hélène et Édouard Leclerc pour la culture, Landerneau
- 2002 : Françoise Pétrovitch – Etendu, Abbaye Royale de Fontevraud, Fontevraud-l'Abbaye
- 2022 : Françoise Pétrovitch – Derrière les paupières, BnF François-Mitterrand, Paris
- 2023 : Françoise Pétrovitch, Les Quinconces – Scène Nationale, Le Mans
- 2023 : Françoise Pétrovitch Aimer. Rompre, Musée de la Vie romantique, Paris
- 2023 : Habiter la villa, Villa Savoye, Poissy
- 2025 : De l'absence, Musée Jenisch, Vevey
- 2025 : Se fier aux apparences, Galerie Wilde, Genève[11]

### Expositions collectives
- 2006 : Propos d’Europe V, Fondation Hippocrène, Paris
- 2007 : Être présent au monde, Musée Mac/Val, Vitry-sur-Seine
- 2007 : Place des Arts - Manufacture nationale de Sèvres, Forum Grimaldi, Monaco
- 2008 : Micro-narratives : tentation des petites réalités, Musée d’Art moderne de Saint-Étienne, Saint-Étienne
- 2008 : Dessins Figuratifs, Musée d’Art moderne, Saint-Étienne
- 2008 : Cris et chuchotements, Centre de la gravure et de l'image imprimée, La Louvière
- 2009 : Pierre, feuille, ciseaux, Hôtel de Mongelas, Paris
- 2009 : Les Grandes Vacances, MABA, Nogent-sur-Marne
- 2009 : (Des)Accords Communs, Frac Haute-Normandie, Sotteville-lès-Rouen
- 2009 : Daejeon museum of art, Daejeon
- 2009 : Fragile, Musée d’art moderne de Saint Étienne, Saint-Étienne
- 2009 : Ingres et les modernes, Musée Ingres, Montauban
- 2010 : La scène française contemporaine, Circuits céramiques, Galerie de Sèvres - Cité de la céramique, Paris
- 2010 : Je reviendrais, Musée MAC/VAL, Vitry-sur-Seine
- 2010 : Collection 3, Peinture et dessin dans la collection Claudine et Jean-Marc Salomon, Fondation d’art contemporain de Salomon, Alex
- 2010 : Drawing time, Musée des beaux-arts, Nancy
- 2010 : Dessins, acte 2, Musée de La Roche-sur-Yon
- 2010 : Quand je serai petite… Musée des beaux-arts de Calais
- 2010 : À la table de l’Art, Frac Haute-Normandie, Hors les Murs, avec Fabien Verschaere, Château de Miromesnil
- 2011 : Le Beau Est Toujours Bizarre C.B., FRAC Haute-Normandie, Sotteville-lès-Rouen
- 2011 : Femme objet / Femme sujet, Abbaye Saint André, CAC Meymac
- 2012 : Sur un pied, Galerie Semiose, Paris
- 2012 : Pavillon de Chasse, Galerie Semiose, Paris
- 2013 : Vendanges de Printemps 2013, Chamalot-Résidence d’artistes, Moustier-Ventadour
- 2013 : De leur Temps 4: Nantes - Centre d’art Le hangar à Bananes, Le Hab, Nantes
- 2013 : Égarements, Château d’Avignon, Avignon
- 2013 : Parcours #5 «Vivement demain» MAC/ VAL, Vitry-sur-Seine
- 2013 : Rives Imaginaires, sur les pas d’Ulysse, Château de Tarascon
- 2013 : Teken, contemporary drawing, Entrepôt Fictief, Jan Cole Gallery, Gand
- 2013 : Donation Florence et Daniel Guerlain, Dessins contemporains, Centre Georges-Pompidou, Paris
- 2013 : Jardin des sculptures Fondation FLAG France, Château de la Celle-Saint-Cloud
- 2013 : Sculptrices, Fondation Villa Datris, L'Isle-sur-la-Sorgue[12]
- 2014 : Quoi de neuf ? Acquisitions récentes, Hôtel d'Escoville, Caen
- 2014 : Françoise Pétrovitch & Rachel Labastie, Incertitudes des figures, Le Transpalette espace d’art contemporain, Bourges
- 2014 : choices, École nationale supérieure des beaux-arts, Paris
- 2015 : Collection Philippe Piguet, une passion pour l’art, L’Abbaye, Espace d’art contemporain, Annecy-le-Vieux
- 2015 : L’effet Vertigo, Musée d’art contemporain du Val-de Marne MAC/Val, Vitry-sur-Seine
- 2015 : Anima/Animal, Abbaye royale de Saint-Riquier
- 2015 : Super natural & Organic Matters-Women to Watch, National Museum of Women in the Arts, Washington
- 2016 : Sèvres Outdoors 2016, Cité de la céramique, Sèvres
- 2016 : DOGS FROM HELL, Tokyo Station Gallery, Tokyo
- 2016 : 20 artistes contemporain de chez Idem (Paris) 7/2/16, Tokyo Station Gallery, Tokyo
- 2016 : L’Homme-Eponge ou l’expérience du sensible, Musée Passager, Paris
- 2016 : Céramiques contemporaines, Musée municipal Urbain Cabrol, Villefranche-de-Rouergue
- 2016 : Le temps des collections, Musée des beaux-arts, Rouen
- 2016 : J’ai des doutes, est-ce que vous en avez ?, Galerie Claire Gastaud, Clermont-Ferrand
- 2016 : Carte blanche à Guy Oberson, Galerie C, Neuchâtel
- 2017 : Animalités, La Graineterie, Houilles
- 2017 : Peindre, dit-elle, musée des beaux-arts de Dole, Dole
- 2019 : « Bêtes de Scène », Fondation Villa Datris, L'Isle-sur-la-Sorgue[13]

## Collections publiques et privées
Source.
- Tenir debout, Présentation, Twins, Mes familiers, Féminin/masculin, Les photos de vacances des autres n'intéressent personne, Echos, MAC VAL musée d'art contemporain du Val-de-Marne, Vitry-sur-Seine
- National Museum of Women in the Arts, Washington D.C., (États-Unis)
- Musée National d’Art Moderne, Cabinet d’arts graphiques, Centre Pompidou
- Fonds national d'art contemporain, Paris
- Fondation Villa Datris[15]
- Musée d'art moderne et contemporain de Saint-Étienne
- FRAC Haute-Normandie, Sotteville-lès-Rouen
- FRAC Alsace, Sélestat
- Bibliothèque nationale, Paris
- Fonds municipal d'art contemporain de la Ville de Paris
- Musée-Château, Annecy
- Musée de Sens, Sens
- Musée de la poste, Paris
- Musée de Chambéry
- La Collection Choisy, Choisy-le-Roi
- Artothèques : Annecy, Chambéry, Nantes, Angers, Caen, La Roche-sur-Yon, Vitré, Auxerre, Grenoble, La Rochelle
- Bibliothèque Centre Georges Pompidou, Paris
- Musée départemental Georges-de-La-Tour, Vic-sur-Seille
- Conseil général de la Moselle, Metz
- Musée de la chasse et de la nature, Paris
- Collection Daniel et Florence Guerlain
- Fondation Emerige
- Fondation Salomon
- Fondation Colas
- Fondation Aegon Art (NL)
- Fondation Leclerc
- Leepa-Rattner Museum of Art, Tarpon Springs (États-Unis).
- Centre de la gravure et de l'image imprimée, La Louvière (Belgique)

## Livres d’artistes
- 1994 L’abécédaire de Claude Piéplu, Ed. Archimbaud, Paris
- 1998 L’album à colorier, Ed. Le Petit Jaunais, Nantes
- 1999 Avec mon meilleur souvenir, Ed. Un an ou deux, Ezanville
- 2000 Un jeu d’enfant, avec Julie Ganzin, Ed. Artothèque de Caen
- 2002 De la séduction, album à colorier, Ed. Semiose, Paris
- 2003 J’arrête pas maintenant d’être en vacances, Ed. Le Petit Jaunais, Nantes
- 2003 Périphéries, Ed. Points Cardinaux & Sémiose, Paris
- 2003 8 Vues (cartes postales), Musée-Château, Annecy
- 2004 Tenir debout, collection Saison, Ed. Filigranes
- 2005 Mes familiers, Ed. Sémiose, Paris
- 2005 J’ai travaillé mon comptant, Ed. Un sourire de toi, Paris
- 2006 Ne regarde pas s’il te plaît, avec Pierre-Yves Freund, Association Territoire
- 2007 La vie en Rose, texte de Dominique Mainard, Ed. Chemin de Fer, Rigny
- 2008 Je suis petit de forme rectangulaire, Ed. Musée Canel en collaboration avec le lycée Jacques Prévert, Pont-Audemer
- 2008 Je préfère ne pas voir, Édition Opaques, Pantin
- 2009 Ne Bouge pas Poupée, texte Eric Pessan, photographie Hervé Plumet, Coédité par la Galerie RX et le CIAV de Meisenthal
- 2009 Radio-Pétrovitch, Ed. Sémiose
- 2013 Vis à vis, Ed. Book Machine Press
- 2014 Solution de continuité, textes et illustrations de Françoise Pétrovitch, Paul de Sorbier, Marion Richez, Éditions Maison salvan et Semiose Édition, Paris
- 2016 Tu t’appelles qui ?, album jeunesse, édition Thierry Magnier, textes : Claudine Galéa, Paris
- 2016 Françoise Pétrovitch - Color me, Semiose éditions, Paris
- 2021 Francoise Pétrovitch, Éditions Fonds Hélène et Édouard Leclerc pour la culture
- 2023 Aimer. Rompre, catalogue de l'exposition au Musée de la Vie Romantique, Paris

## Décoration
- Chevalière de la Légion d'honneur (2022)[16]
- Membre associée de l'Académie royale des sciences, des lettres et des beaux-arts de Belgique en 2023[17].